# Chiesa dei Francescani (Salisburgo)
La chiesa dei Francescani, in tedesco Franziskanerkirche è una chiesa cattolica, che sorge nel centro storico di Salisburgo, in Austria.
Rappresenta una delle chiese più antiche della città, ed è parte di un convento francescano. Si compone di due parti: l'originale basilica romanica a tre pesanti navate con volte a vela, e l'ardito coro tardogotico con delicate volte stellari, fiancheggiato dallo svettante campanile.

## Storia e descrizione

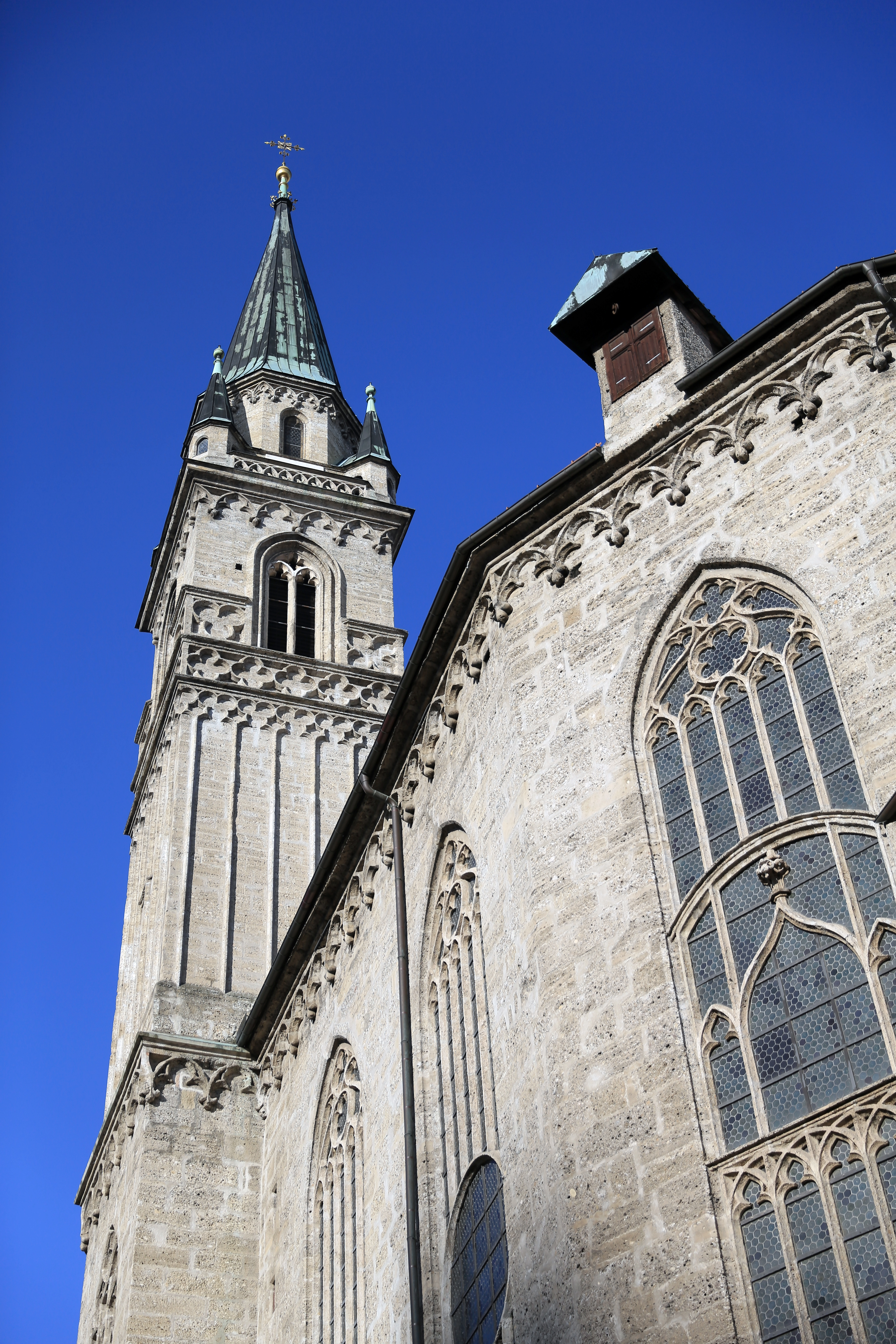
Il campanile.

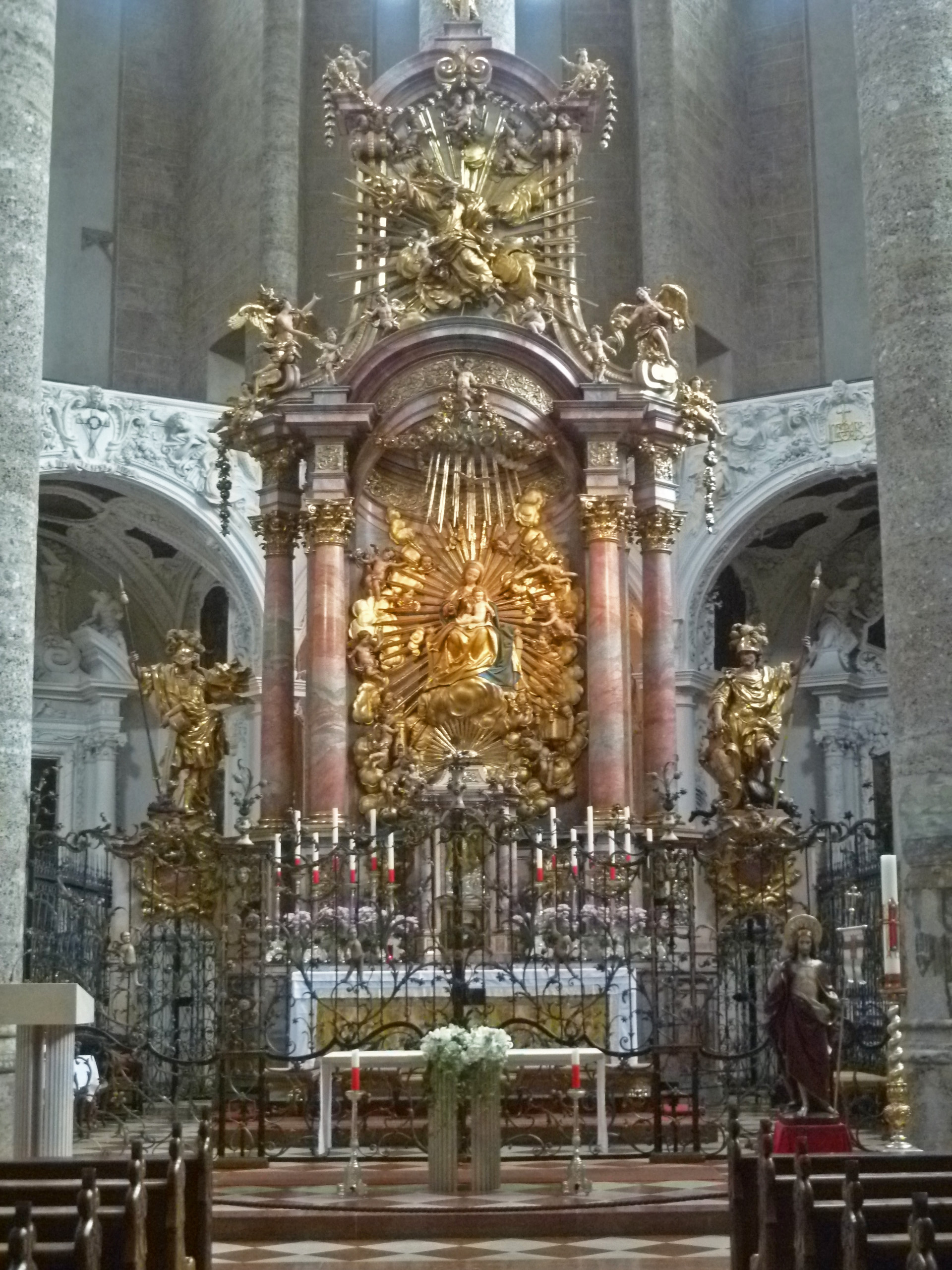
L'altare barocco di Fischer von Erlach.

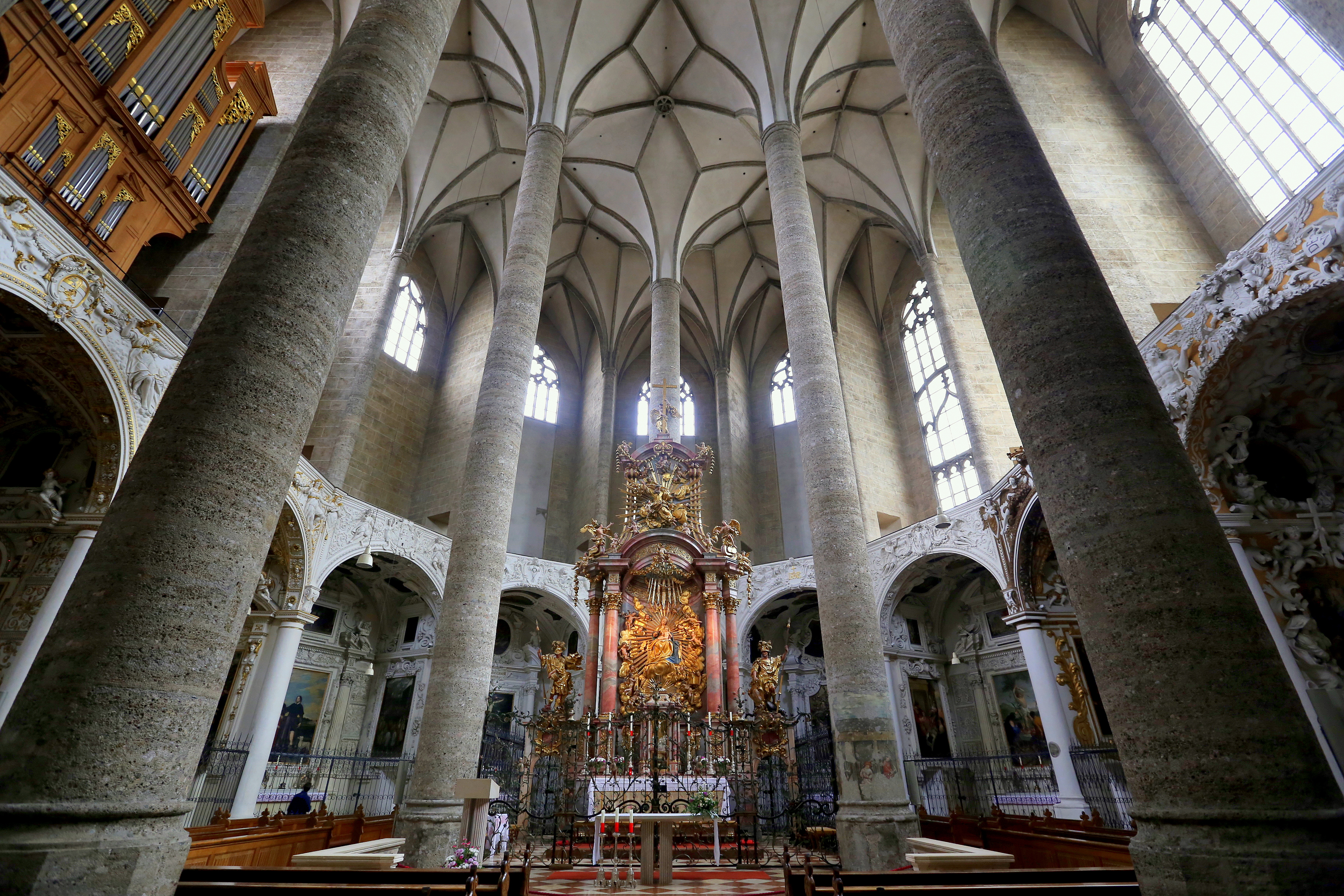
L'interno del coro gotico.

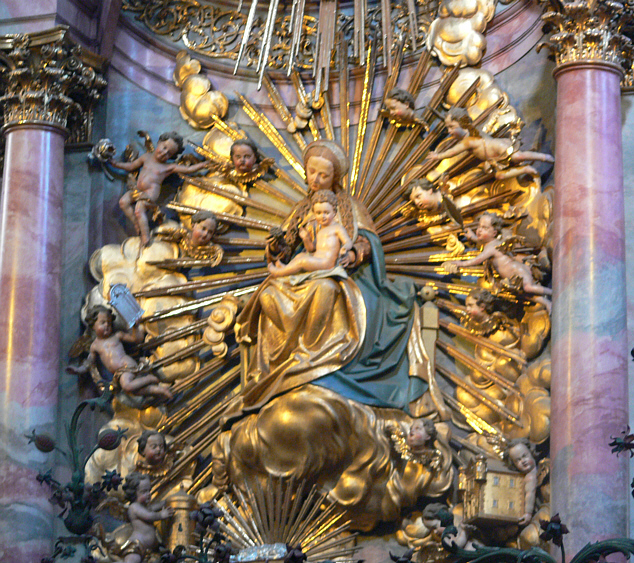
La Madonna di Michael Pacher.

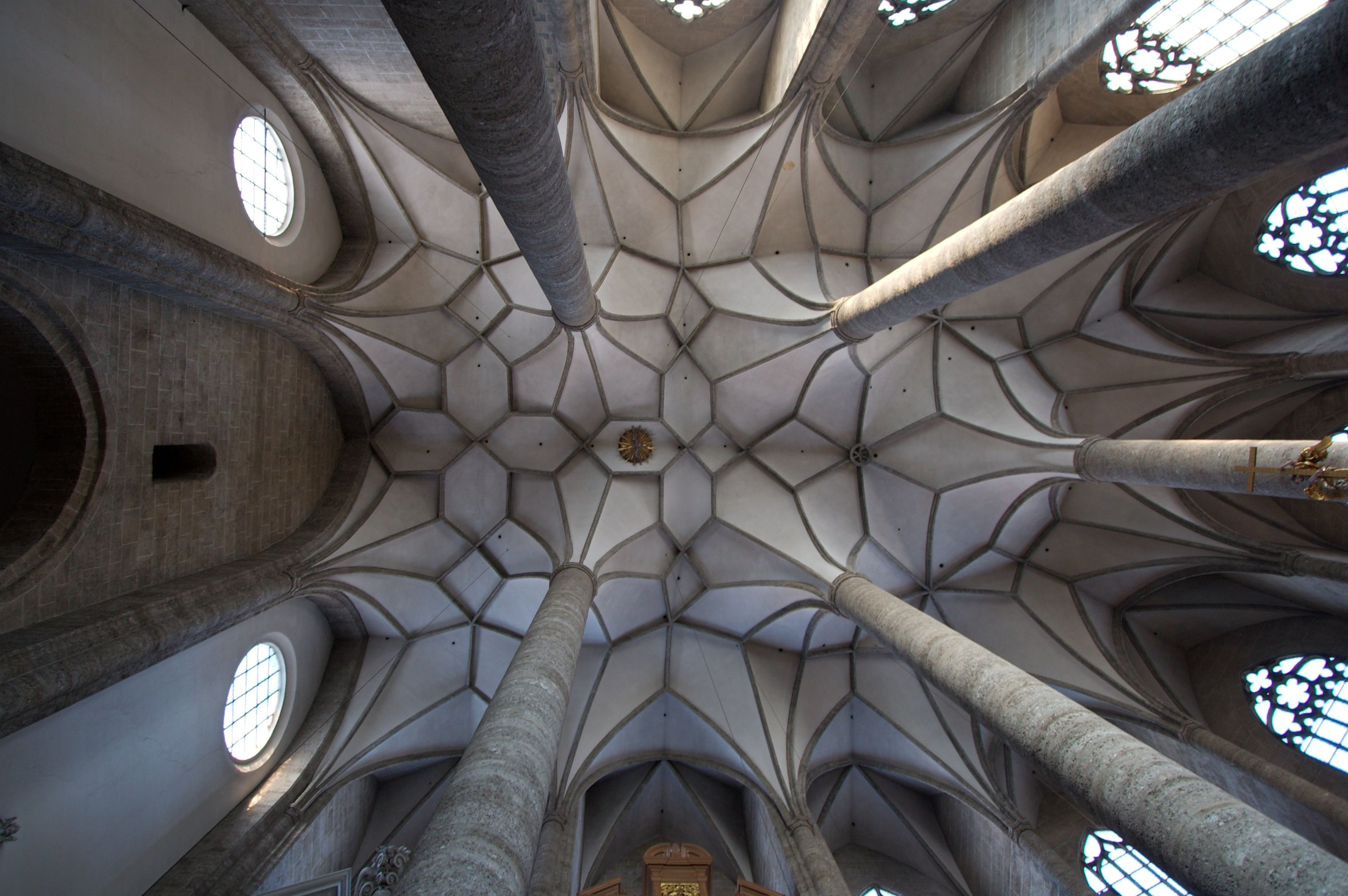
La volta stellare del coro.

Una prima chiesa, antecedente al duomo, dedicata Zu Unserer Lieben Frau, a "Nostra Signora", venne costruita in questo luogo, già di culto paleocristiano, nell'VIII secolo. Sotto l'abate-vescovo Virgilio (745-784) l'edificio venne restaurato per la prima volta, e venne utilizzato come chiesa battesimale e sinodale. Fino a 1139 appartenne ai monaci benedettini dell'abbazia di San Pietro, fino al 1583 era monastero femminile di San Pietro e dal 1189 al 1628 è stata anche la parrocchiale della città.
All'inizio del XIII secolo la chiesa venne ricostruita nelle forme di una basilica a tre navate di stile romanico e consacrata nel 1223. Tuttavia l'edificio andò in gran parte distrutto nel grande incendio del 1267. A partire dal 1408 la chiesa venne trasformata e ampliata con l'addizione del coro gotico, secondo il progetto del maestro Hans von Burghausen, già attivo nella collegiata di San Martino a Landshut e completato dopo la sua morte nel 1432 da Stephan Krumenauer.
Il nuovo coro, diviso in tre navate, è un grandioso ambiente a sala, dove le navate laterali e anche le cappelle radiali sono della stessa altezza. Si erge su due livelli, il doppio dell'altezza del piedicroce romanico, col quale contrasta nettamente sia architettonicamente che per la sua luminosità. Snelle colonne cilindriche reggono la leggera volta stellare. Alla colonna assiale vi venne addossato nel 1495-98 uno scenografico polittico gotico opera di Michael Pacher, del quale rimane la statua della Madonna.
Nel 1496-98 venne eretto il campanile per opera di un architetto di Norimberga in stile gotico francone. Tuttavia nel 1670 l'Arcivescovo Max Gandolf di Kuenburg ordinò l'abbattimento della guglia gotica della torre in quanto aveva ritenuto sconveniente che fosse più alta di quelle del Duomo. L'odierna guglia neogotica venne rifatta nel 1866-67 da Josef Wessicken.
Nel 1592 l'arcivescovo di Salisburgo Wolf Dietrich von Raitenau diede l'edificio ai francescani che la eressero a chiesa conventuale sede della loro provincia. Nel 1635 il duomo divenne la nuova chiesa parrocchiale della città, a discapito dell'edificio francescano.
Nel corso del XVII secolo si provvide all'esecuzione della fastosa decorazione delle cappelle radiali, fra le quali spicca la prima sinistra che, trasformata in oratorio del 1606 dall'arcivescovo Wolf Dietrich von Raitenau, presenta la facciata nelle forme di un palazzo nobile; quella assiale, con l'antico altare marmoreo del 1561 proveniente dal vecchio duomo e la prima a destra con dipinti di Johann Michael Rottmayr. Nei primi del '700 l'edificio subì vari rimaneggiamenti in stile barocco. Venne eretta la facciata odierna, mutilando in parte l'antico portale romanico, e si sostituì l'altar maggiore gotico con uno barocco che venne eseguito nel 1708-10 dal grande architetto Johann Bernhard Fischer von Erlach, integrandoci la splendida Madonna di Michael Pacher. L'altare, addossato alla colonna assiale, presenta una struttura concava, delimitata da colonne binate. Le figure di san Giorgio e san Floriano sono opera di Simeon Fries. Chiude l'altare la magnifica cancellata rococò opera del 1790 di Thomas Reckseisen.
Con l'arcivescovo Hieronymus von Colloredo (1772-1812), la chiesa rischiò di essere demolita per far posto a un mausoleo arcivescovile neoromanico.